# John B. Fenn
John Bennett Fenn (Nueva York, 15 de junio de 1917 - Richmond, 10 de diciembre de 2010) fue un químico y profesor universitario estadounidense galardonado con el Premio Nobel de Química del año 2002.

## Biografía
Estudió química en el Berea College, donde se graduó en 1947.
Se doctoró en Química por la Universidad de Yale en 1950, y desde 1952 se dedicó a la docencia. Entre aquel año y 1967 fue profesor de química en la Universidad de Princeton, y después fue catedrático de Ingeniería Química en la Universidad de Yale entre 1967 hasta 1987. Hasta el momento de su muerte ejercía como ingeniero de investigación en la Virginia Commonwealth University.
Falleció el 10 de diciembre de 2010 en Richmond, Virginia, a los 93 años.

## Investigaciones científicas
En 1988 publicó el método ESI (Electro Spray Ionization), una nueva técnica basada en la espectrometría de masas que permite detectar y analizar proteínas.
Este descubrimiento permitió comprender mejor los procesos vitales y aumentar rápidamente la velocidad con la cual los nuevos compuestos farmacéuticos complejos podrían ser avaluados, conduciendo directamente al desarrollo de las medicaciones para detener el avance del sida (inhibidores de proteasa) desarrollada en la década de 1990.[cita requerida]
En 2002 compartió el premio Nobel de Química, junto con el japonés Kōichi Tanaka y el suizo Kurt Wüthrich, por el desarrollo de métodos de identificación y de análisis estructural de macromoléculas biológicas que han contribuido a una mejor comprensión de los procesos vitales.